# Морнарички истражитељи (20. сезона)
Двадесета сезона америчке полицијо-процедуралне драме Морнарички истражитељи се емитовала од 19. септембра 2022. године до 22. маја 2023. године на каналу ЦБС и састоји се од 22 епизоде. Ово је прва сезона у којој се не појављује Марк Хармон који је глумио Лероја Џетра Гибса до четврте епизоде претходне сезоне серије и последњa у којој се појављује Дејвид Мекалум пре своје смрти 25. септембра 2023. године. У овој сезони налази се и 450. епизода серије.

## Опис
Цела екипа из главне поставе из претходне сезоне сем Марка Хармона се вратила и у овој сезони.

## Улоге
- Шон Мареј као Тимоти Макги
- Вилмер Валдерама као Николас Торес
- Катрина Ло као Џесика Најт
- Брајан Дицен као Џејмс Палмер
- Диона Ризоновер као Кејси Хајнс
- Дејвид Мекалум као др. Доналд Малард
- Роки Керол као Леон Венс
- Гери Кол као Алден Паркер

## Епизоде
| Бр. у серији | Бр. у сезони | Назив                           | Редитељ                | Сценариста                            | Пpемијерно емитовање | Прод. код | Гледаоци САД (у милионима) |
| --- | ------------ | ------------------------------- | ---------------------- | ------------------------------------- | -------------------- | --------- | -------------------------- |
| 436 | 1            | "Породична ствар (3. део)"      | Тавниа Мекирнан        | Скот Вилијамс                         | 19. септембар 2022.  | 2001      | 5.82                       |
| Док је Паркер у бекству са својом бившом женом, екипа МЗИС-а истражује људе који би могли имати личну освету против њега у нади да ће очистити његово име. Епизода се завршава тако што Торес и Најтова заједно са агентицом МЗИС-а Џејн Тенант и рачунарским стручњаком Ернијем Маликом крећу на Хаваје да зауставе Гаврана или Хермана Максвела кога су ослободили његови следбеници, чланови скупине зване "Нељубазност". |              |                                 |                        |                                       |                      |           |                            |
| 437 | 2            | "Проблеми са татом"             | Мајкл Зинберг          | Кристофер Џ. Вејлд                    | 26. септембар 2022.  | 2002      | 6.11                       |
| Макгија чека изненађење када се открило да је отац једног детета из школе његове деце умешан у провалу у тајни владин трезор. Случај доводи Макгија до спознаје да га неки други родитељи из школе његове деце виде као напетог и недружељубивог. |              |                                 |                        |                                       |                      |           |                            |
| 438 | 3            | "Ископани"                      | Дајана Валентајн       | Јасмин Јилмаз                         | 3. октобар 2022.     | 2003      | 6.92                       |
| Истрага убиства поново повезује МЗИС са дугогодишњом клетвом која на крају доводи Тореса и др. Грејс Конфалон у тесно стање. |              |                                 |                        |                                       |                      |           |                            |
| 439 | 4            | "Не остављај траг"              | Вилијам Веб            | Чед Гомез Криси                       | 10. октобар 2022.    | 2004      | 6.60                       |
| МЗИС удружује снаге са истражном службом националних паркова када је мртав подофицир пронађен у шуми. Агент са којим раде, Гејџ Винчестер, случајно је Најтин бивши дечко који се нада да ће јој се вратити. Међутим, ово само гура Најтову ближе Џимију јер она пристаје да оде на викенд са њим дајући знак за конкретнију дефиницију њиховог односа. |              |                                 |                        |                                       |                      |           |                            |
| 440 | 5            | "Чувар"                         | Џејмс Вајтмор мл.      | Марко Шнабел                          | 17. октобар 2022.    | 2005      | 6.91                       |
| Провалници су наишли на Венса у његовој кући, али их је он савладао и једног убио. Паркер преузима на себе да буде Венсов заштитник на предстојећем скупу у Берлину док Макги преузима улогу вршиоца дужности директора, а Торес и Најтова истражују. Док је Паркер био у Берлину, нападнута је и званичница Интерпола са којом је Венс у вези што је навело екипу да истражује крађу дијаманата. |              |                                 |                        |                                       |                      |           |                            |
| 441 | 6            | "Добар борац"                   | Хозе Клементе Ернандес | Кимберли-Роуз Волтер                  | 24. октобар 2022.    | 2006      | 6.97                       |
| Док је Кејси пролазила обуку о самоодбрани, пронађено је тело агента МЗИС-а. Агент је радио као хакер и користио плаћена средства великих предузећа за добротворне прилоге, а агенти су заврбовали Кејси за тајну истрагу која је открила да у МЗИС-у постоји кртица. |              |                                 |                        |                                       |                      |           |                            |
| 442 | 7            | "Волети па изгубити"            | Роки Керол             | Брендан Фехили и Дејвид Џ. Норт       | 14. новембар 2022.   | 2007      | 6.44                       |
| Отуђени муж тајнице морнарице Таре Флин тврди да она покушава да га убије па екипа добија неугодан задатак да истражује шефицу свог шефа. |              |                                 |                        |                                       |                      |           |                            |
| 443 | 8            | "Ћурећи кас"                    | Лајонел Колман         | Диона Ризоновер и Скот Вилијамс       | 21. новембар 2022.   | 2008      | 6.79                       |
| На Дан захвалности је прасак умало убио једног адмирала, али је починилац Чарлс Семјуелс циљао Најтову. Чарлс је брат бившег војника који је починио самоубиство упркос томе што је Најтова покушавала да га одговори док је била агенткиња ОЕПАС-а. Пошто је све ово време био љут, Чарлс је ступио у романтичну везу са Најтином сестром Робин и на крају их узео заједно са Кејси за таокиње. Такође, Најтова и Робин су приморане да се суоче са својим међусобним непријатељством. |              |                                 |                        |                                       |                      |           |                            |
| 444 | 9            | "Високо образовање"             | Клаудија Јарми         | Кетрин Бити                           | 5. децембар 2022.    | 2009      | 6.43                       |
| МЗИС истражује убиство студента кога је учила Дилајла што приморавају екипу да потражи њену помоћ у решавању случаја. Строго поверљиве датотеке на преносном рачунару жртве усложују случај јер ако падну у погрешне руке, те датотеке могу да угрозе државну безбедност. |              |                                 |                        |                                       |                      |           |                            |
| 445 | 10           | "Превише кувара"                | Мајкл Зинберг          | Кристофер Џ. Вејлд                    | 9. јануар 2023.      | 2010      | 7.93                       |
| Агенти са Хаваја и из Лос Анђелеса састају се у Вашингтону како би присуствовали одласку у пензију вољеног професора из ЦОСОР-а, али када је он тог јутра извршио самоубиство, екипе раде заједно како би утврдили зашто је имао поверљиве досијее. Накратко се сматрало да је Мекги одговоран за издају, иако је убрзо након тога ослобођен кривице. Случај је прерастао у потеру за Сајмоном Вилијамсом чија је слика била на зиду Најтраженијих МЗИС-а током дужег раздобља, а затим добија суморни обрт када су Палмер и Тенантова нестали. |              |                                 |                        |                                       |                      |           |                            |
| 446 | 11           | "Мостови"                       | Лајонел Колман         | Чед Гомез Криси                       | 16. јануар 2023.     | 2011      | 6.16                       |
| Када је млада жена пронађена задављена у спаваћој соби преноћишта, екипа открива да су она и њени усвојитељи руски шпијуни одговорни за многе оптужбе за превару и крађу идентитета, а Паркер је један од оних чији је идентитет украден. Случај поново повезује Паркера са старом љубављу коју никада није у потпуности преболео. Са друге тране, Најтова жели да гледа филм са Џимијем и Викторијом, али несвесно тражи да погледа Бринин стари омиљени породичног филм што наилази на помешана осећања. |              |                                 |                        |                                       |                      |           |                            |
| 447 | 12           | "Шлепер"                        | Роки Керол             | Марко Шнабел                          | 23. јануар 2023.     | 2012      | 7.54                       |
| Агент МЗИС-а Дејл Сојер долази код Тореса узнемирен током тајне операције коју је Торес пренео због жеље да задржи своју трезвеност. Када је тело касније откривено, а екипа мисли да је Сојерово, Торес се осећа одговорним, али екипа открива да је Сојер жив и да је у самоодбрани упуцао свог ортака (подмићеног полицајца) и његова кринка је уништена. Торес му се придружује на тајном задатку како би разбио ланац пљачкаша камиона, а противништво између њих двојице се претворило у непријатељску везу. Са друге стране, Мекги се припрема да за такмичење у емисији са игрицама, али је откривено да је петоструки првак са којим ће се суочити варао због чега је продукција емисије била паузирана. |              |                                 |                        |                                       |                      |           |                            |
| 448 | 13           | "Урокљиво око"                  | Мајкл Зинберг          | Брендан Фехили и Кимберли-Роуз Волтер | 6. фебруар 2023.     | 2013      | 7.15                       |
| Позната глумица прати МЗИС у припреми за улогу и на крају помаже у хапшењу низног убице који циља људе са хетерохромијом. |              |                                 |                        |                                       |                      |           |                            |
| 449 | 14           | "Старе ране"                    | Дајана Валентајн       | Брајан Дицен и Скот Вилијамс          | 13. фебруар 2023.    | 2014      | 7.05                       |
| Истрага о смрти возача достављача доводи до открића опиоида на којима је урезано "В", обележје које Паркер познаје из своје прошлости. Он неуобичајено ослобађа бес према својој екипи, а затим одлази док испитује главног осумњиченог којег је ранио пре доста година у оквиру случаја са ФБИ-јем због ког је његов стари ортака завршио у инвалидским колицима када је Паркеров метак случајно погодио агента у леђа. |              |                                 |                        |                                       |                      |           |                            |
| 450 | 15           | "Необични осумњичени"           | Џејмс Вајтмор мл.      | Кетрин Бити                           | 27. фебруар 2023.    | 2015      | 7.01                       |
| Екипа истражује убиство подофицира чија су кола слетела с' пута пошто је био дрогиран и открива да је финансијски и осећајно помагао старијим удовицама. Са друге стране, Паркеров отац Роман привремено остаје код њега па отац и син живцирају један другог док Паркер није помогао Роману да се усели у дом из ког старији корисници знају полицајца. |              |                                 |                        |                                       |                      |           |                            |
| 451 | 16           | "Дејство лептира"               | Тавниа Мекирнан        | Кристофер Џ. Вејлд                    | 13. март 2023.       | 2016      | 7.19                       |
| МЗИС сумња на биотероризам када се више људи срушило због отровног, али не кобног избијања плина, наилазећи на крадљивца каријере током истраге. Са друге стране, Најтин отац је сломио руку у Јапану, али због сложености му је живот у опасности. |              |                                 |                        |                                       |                      |           |                            |
| 452 | 17           | "Странац у туђини"              | Џејмс Вајтмор мл.      | Чед Гомез Криси                       | 20. март 2023.       | 2017      | 6.60                       |
| Бивши војник који је помагао избеглицама из Авганистана да побегну од Талибана пронађен је убијен у својој гаражи, што је екипу довело до насилне беле националистичке скупине. Са друге стране, Џими се бори са стварношћу да његова ћерка расте, а Торес се повезује са још једном избеглицом из Авганистана. |              |                                 |                        |                                       |                      |           |                            |
| 453 | 18           | "Игре с' главом"                | Мајкл Зинберг          | Сидни Мичел                           | 10. април 2023.      | 2018      | 6.84                       |
| Поручница морнарице оптужена је да је избола свог мужа, али се не сећа напада. МЗИС истражује и открива далеко злокобнију заверу у коју је укључен муж. Са друге стране, Кејси жели да оствари све животне циљеве са свог списка пошто је сазнала да је једном од њених рођака дијагностификована рана Алцхајмерова болест па се плаши се да је можда наследила ген. |              |                                 |                        |                                       |                      |           |                            |
| 454 | 19           | "У центру пажње"                | Роки Керол             | Јасмин Јилмаз                         | 1. мај 2023.         | 2019      | 6.81                       |
| Најтова се шири као епидемија пошто је извукла мајку и дете чија су се кола срушила испред морнаричког штаба. Екипа наставља са истрагом када се сазнало да неко жели да науди мајци. |              |                                 |                        |                                       |                      |           |                            |
| 455 | 20           | "Друго мишљење"                 | Тавниа Мекирнан        | Марко Шнабел                          | 8. мај 2023.         | 2020      | 6.64                       |
| Када је ћерка сенаторке пронађена убијена, њена мајка наваљује да МЗИС доведе другог форензичког стручњака: познатог патолога и Џимијевог бившег цимера са факултета Мајлса Бауера. Бауер брзо качи злочин на опседнутог прогонитеља, али истина можда није тако једноставна. |              |                                 |                        |                                       |                      |           |                            |
| 456 | 21           | "Компромитујући доказ (1. део)" | Лајонел Колман         | Скот Вилијамс                         | 15. мај 2023.        | 2021      | 6.66                       |
| Убиство у архиви морнарице повезано је са руским шпијунима које је МЗИС похапсио последњих месеци. Убрзо откривају да је разорни напад неизбежан и да морају да се тркају са временом да би га спречили. Са друге стране, Џимију излеће пред Најтовом да је воли, а да то није у почетку схватио и због тога брине о стању њихове везе, али Најтова касније изјављује да и она њега воли. |              |                                 |                        |                                       |                      |           |                            |
| 457 | 22           | "Црно небо (2. део)"            | Дајана Валентајн       | Брендан Фини и Дејвид Џ. Норт         | 22. мај 2023.        | 2022      | 6.73                       |
| Торес одлази на тајни задатак у Јуријев затвор и спријатељује се са младим затвореником који се куне да му је смештен злочин који није починио. Он препознаје младићевог очуха као човека из прошлости своје породице и зове своју сестру по доласку у МЗИС пошто је Јури убијен од стране својих послушника. Они схватају да је Јуријев отац, организатор напада (који би уништио сву струју у Сједињеним Државама на дуже раздобље) имао свог сина убијеног због Јуријевог дугачког језика. Пошто је екипа спречила напад и вратила струју, Торес одлази сам да се суочи са човеком којег је препознао у намери да га убије.                                                                                    |              |                                 |                        |                                       |                      |           |                            |

## Продукција

### Развој
Дана 31. марта 2022. серија је обновљена за двадесету сезону која је премијерно приказана 19. септембра 2022.